# Agelenidae
Agelenidae C. L. Koch, 1837 è una famiglia di ragni appartenente all'infraordine Araneomorphae.

## Etimologia
Il nome deriva probabilmente dal greco ἀγέλη, aghèle, cioè mandria, armento, gregge, per gli ambienti prativi in cui vive, ed il suffisso -idae, che designa l'appartenenza ad una famiglia.

## Caratteristiche
Fra i più famosi esponenti della famiglia annoveriamo i ragni del genere Tegenaria, la cui specie più comune in Europa è la T. domestica, facilmente rinvenibile in ambienti umidi (cantine, bagni e taverne). Il corpo, di colore scuro, ha dimensione medie tra i 1,5 e 2 cm.
La specie è riuscita a colonizzare anche l'America settentrionale, ma con difficoltà in quanto l'areale è già ampiamente rappresentato dalla Tegenaria agrestis, di mole maggiore e velenosa. Il morso della T. domestica non è molto doloroso e il veleno non è pericoloso per l'uomo, esercitando un'azione solo locale.
Altre specie simili, presenti in Europa,: T. parietina e la T. civilis.

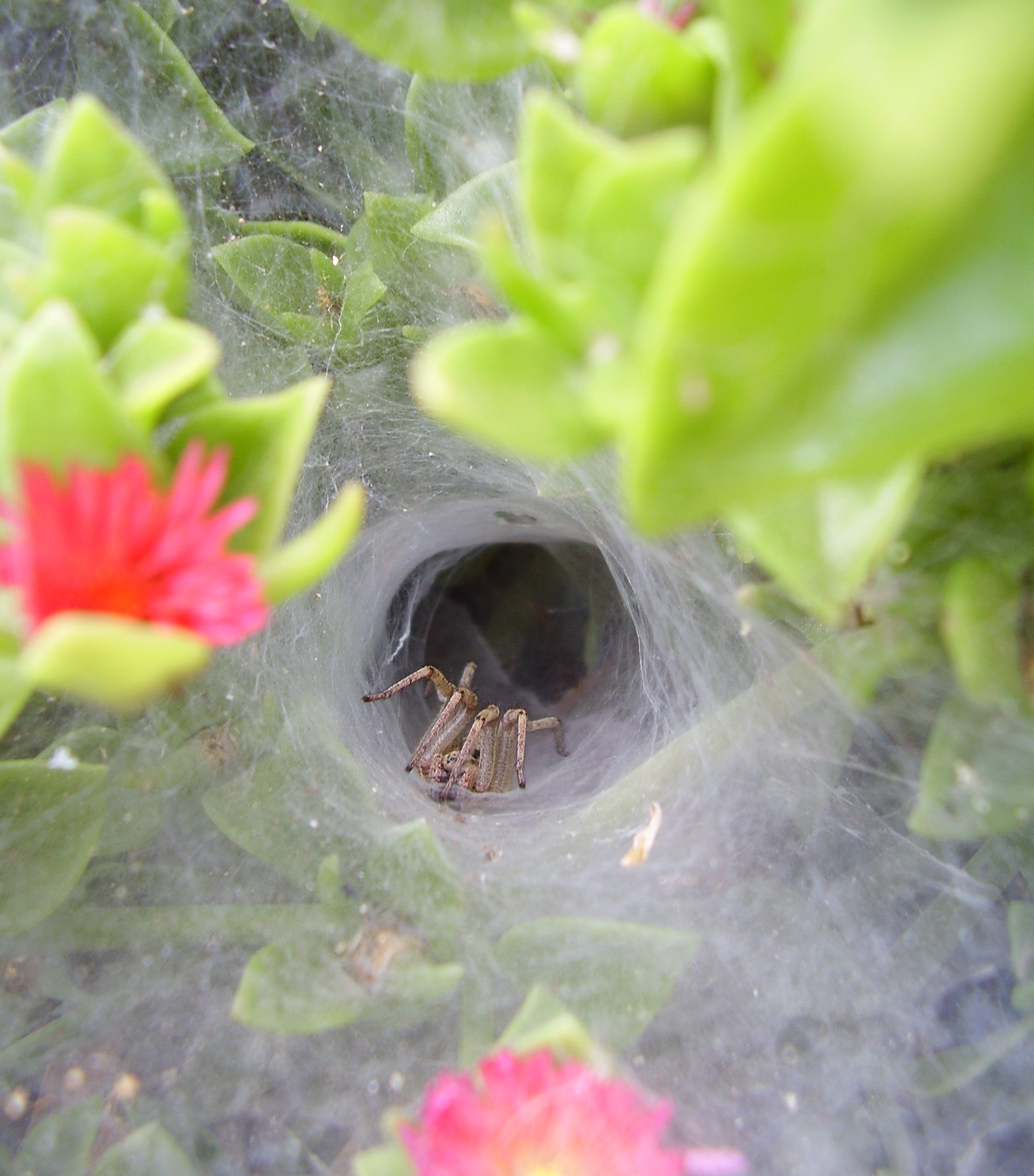
Tipica ragnatela ad imbuto

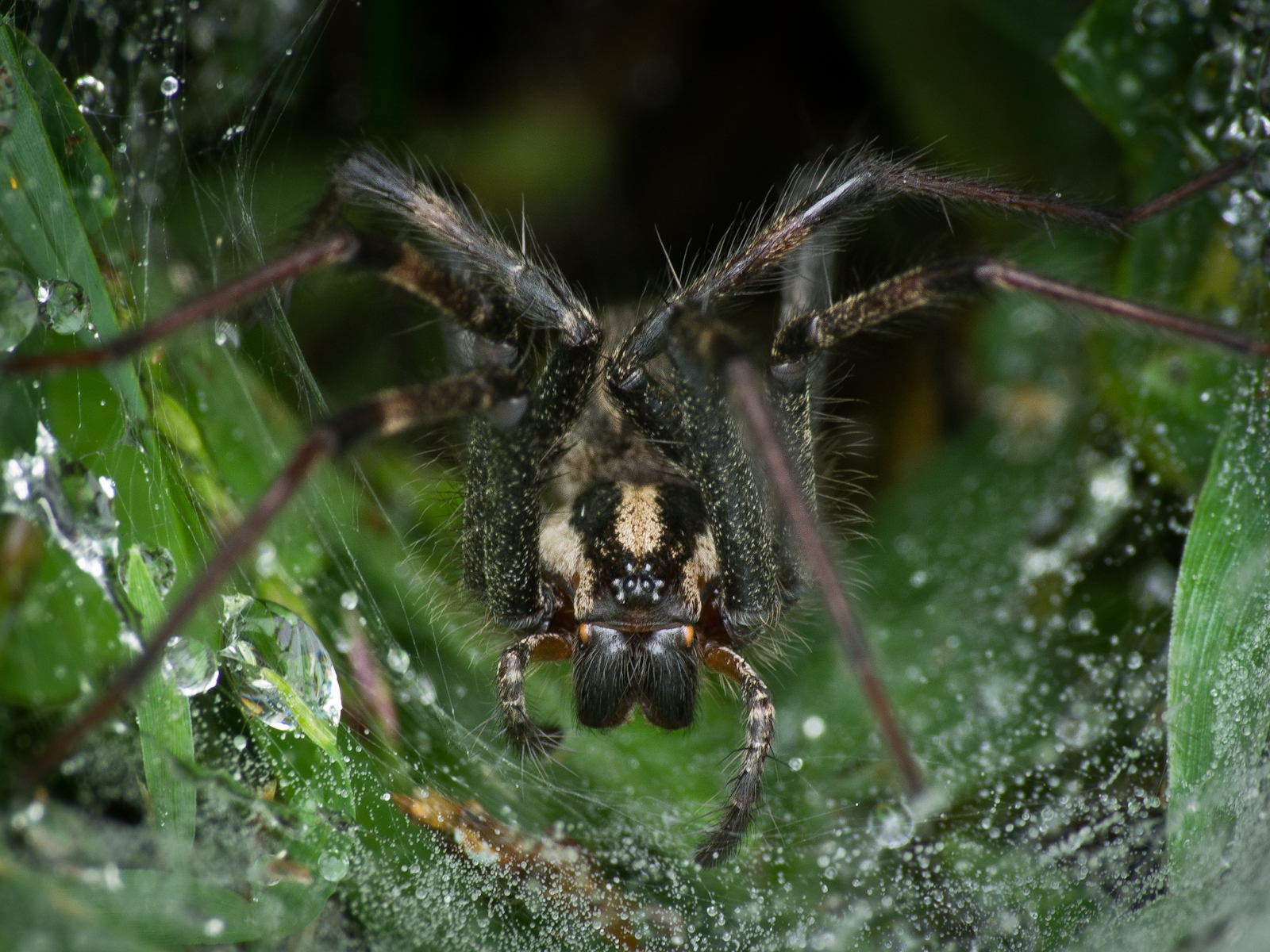
Agelenopsis naevia in agguato nellimbuto

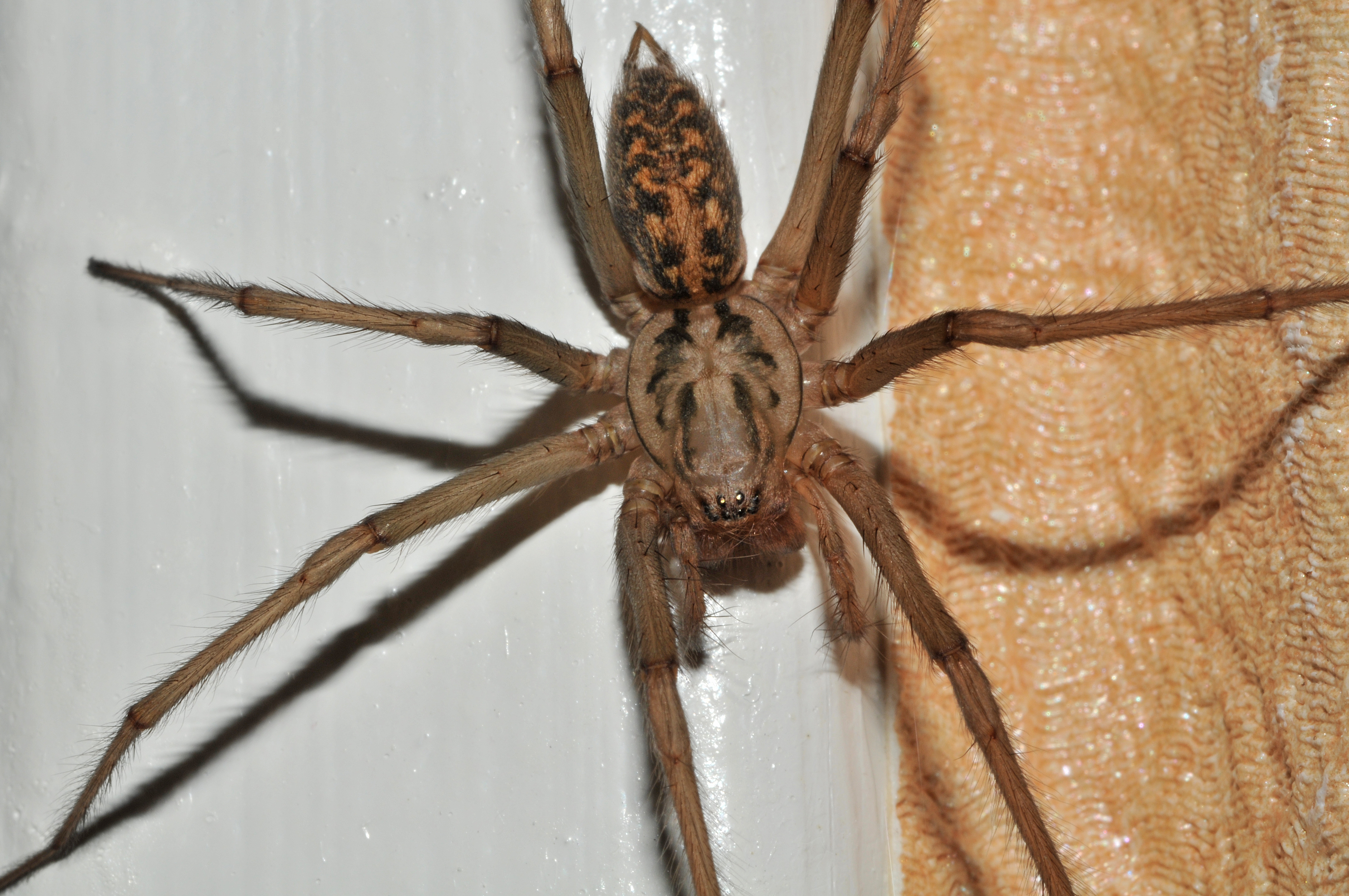
Tegenaria duellica

## Comportamento
I ragni appartenenti a questa famiglia hanno un comportamento sociale evidente e reciproco in quanto la tela intessuta è il frutto del lavoro di più esemplari e le prede intrappolate vengono suddivise; non può comunque essere paragonato alla socialità messa in atto da diverse specie di Hymenoptera con tanto di gerarchia di caste.

## Habitat
È una famiglia di ragni che vive in ambienti prativi, collinari, ricchi di arbusti, dove riesce a dare il meglio tessendo le caratteristiche ragnatele ad imbuto che contraddistinguono questa famiglia. Molte specie però prediligono gli ambienti domestici.

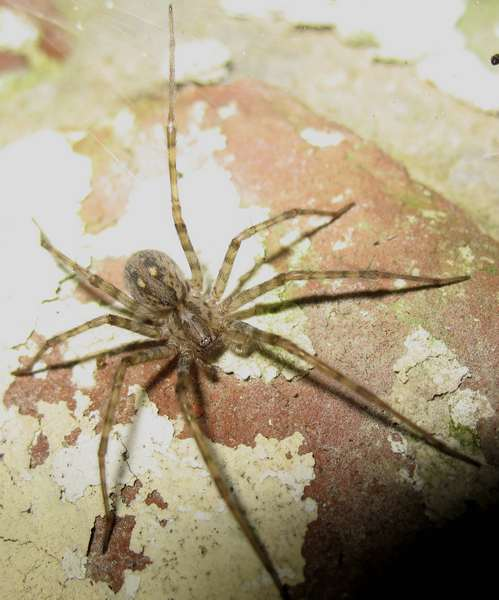
Tegenaria parietina, maschio

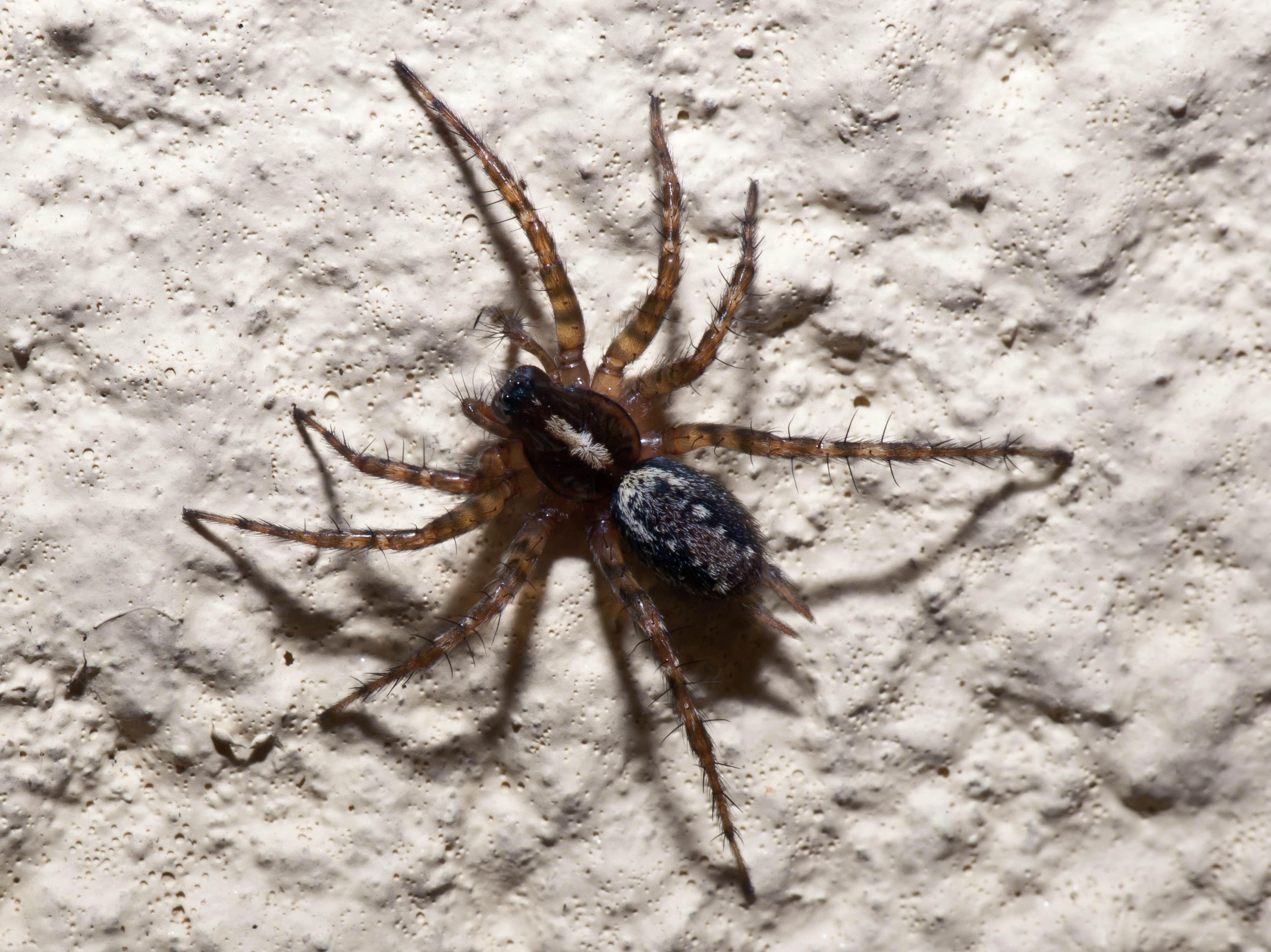
Textrix denticulata

## Distribuzione
La famiglia è cosmopolita.

## Tassonomia
Attualmente, a novembre 2020, si compone di 87 generi e 1342 specie:
1. Acutipetala Dankittipakul & Zhang, 2008 — Thailandia
2. Agelena Walckenaer, 1805 — Regione paleartica, Africa
3. Agelenella Lehtinen, 1967 — Socotra
4. Agelenopsis Giebel, 1869 — America settentrionale
5. Ageleradix Xu & Li, 2007 — Cina
6. Agelescape Levy, 1996 — Mediterraneo
7. Ahua Forster & Wilton, 1973 — Nuova Zelanda
8. Allagelena Zhang, Zhu & Song, 2006 — Eurasia
9. Alloclubionoides Paik, 1992 — Corea, Russia, Cina, Giappone
10. Asiascape Zamani & Marusik, 2020 — Iran
11. Aterigena Bolzern, Hänggi & Burckhardt, 2010 — Italia, Francia, Cina
12. Azerithonica Guseinov, Marusik & Koponen, 2005 — Azerbaijan
13. Bajacalilena Maya-Morales & Jiménez, 2017 — Messico
14. Barronopsis Chamberlin & Ivie, 1941 — Cuba, USA, Bahamas
15. Benoitia Lehtinen, 1967 — Cina, Africa, Cipro, Israele
16. Bifidocoelotes Wang, 2002 — Taiwan, Hong Kong
17. Cabolena Maya-Morales & Jiménez, 2017 — Messico
18. Calilena Chamberlin & Ivie, 1941 — USA, Messico
19. Callidalena Maya-Morales & Jiménez, 2017 — Messico
20. Coelotes Blackwall, 1841 — Ecozone paleartica ed indomalese
21. Coras Simon, 1898 — America settentrionale
22. Dichodactylus Okumura, 2017 — Giappone
23. Draconarius Ovtchinnikov, 1999 — Asia orientale, sudorientale e meridionale
24. Eratigena Bolzern, Durckhardt & Hänggi, 2013 - dall'Europa all'Asia centrale, USA, Canada
25. Femoracoelotes Wang, 2002 — Taiwan
26. Flexicoelotes Chen, Li & Zhao, 2015 — Cina
27. Gorbiscape Zamani & Marusik, 2020 — Mediterraneo occidentale, Tagikistan
28. Guilotes Zhao & S. Q. Li, 2018 — Cina
29. Hadites Keyserling, 1862 — Croazia
30. Hengconarius Zhao & S. Q. Li, 2018 — Cina
31. Himalcoelotes Wang, 2002 — Nepal, Cina, Bhutan
32. Histopona Thorell, 1869 — Europa
33. Hoffmannilena Maya-Morales & Jiménez, 2016 — Messico
34. Hololena Chamberlin & Gertsch, 1929 — America settentrionale
35. Huangyuania Song & Li, 1990 — Cina
36. Huka Forster & Wilton, 1973 — Nuova Zelanda
37. Hypocoelotes Nishikawa, 2009 — Giappone
38. Inermocoelotes Ovtchinnikov, 1999 — Europa
39. Iwogumoa Kishida, 1955 — Russia, Corea, Giappone, Cina, Taiwan
40. Kidugua Lehtinen, 1967 — Congo
41. Lagunella Maya-Morales & Jiménez, 2017 — Messico
42. Leptocoelotes Wang, 2002 — Taiwan, Cina
43. Lineacoelotes Xu, Li & Wang, 2008 — Cina
44. Longicoelotes Wang, 2002 — Cina, isole Ryukyu
45. Lycosoides Lucas, 1846 — Mediterraneo, Azerbaijan
46. Mahura Forster & Wilton, 1973 — Nuova Zelanda
47. Maimuna Lehtinen, 1967 — Mediterraneo orientale
48. Malthonica Simon, 1898 — Mediterraneo, dall'Europa all'Asia centrale, dall'USA al Cile, Nuova Zelanda
49. Melpomene O. P-Cambridge, 1898 — dagli USA al Panama
50. Mistaria Lehtinen, 1967 — Africa
51. Neorepukia Forster & Wilton, 1973 — Nuova Zelanda
52. Neotegenaria Roth, 1967 — Guyana
53. Neowadotes Alayón, 1995 — Hispaniola
54. Notiocoelotes Xu, Li & Wang, 2008 — Vietnam, Cina, Thailandia, Laos
55. Novalena Chamberlin & Ivie, 1942 — dagli USA ad El Salvador
56. Nuconarius Zhao & S. Q. Li, 2018 — Cina
57. Olorunia Lehtinen, 1967 — Congo
58. Oramia Forster, 1964 — Nuova Zelanda
59. Oramiella Forster & Wilton, 1973 — Nuova Zelanda
60. Orumcekia Koçak & Kemal, 2008 — Cina, Vietnam, Thailandia, Giappone
61. Papiliocoelotes Zhao & Li, 2016 — Cina
62. Paramyro Forster & Wilton, 1973 — Nuova Zelanda
63. Persilena Zamani & Marusik, 2020 — Iran
64. Persiscape Zamani & Marusik, 2020 — Iran, Grecia, Turchia, Georgia, Azerbaigian, Israele
65. Pireneitega Kishida, 1955 — Regione paleartica
66. Platocoelotes Wang, 2002 — Cina, Giappone
67. Porotaka Forster & Wilton, 1973 — Nuova Zelanda
68. Pseudotegenaria Caporiacco, 1934 — Penisola balcanica, Libia
69. Robusticoelotes Wang, 2002 — Cina
70. Rothilena Maya-Morales & Jiménez, 2013 - Messico
71. Rualena Chamberlin & Ivie, 1942 — dagli USA al Guatemala
72. Sinocoelotes Zhao & Li, 2016 — Cina, Thailandia
73. Sinodraconarius Zhao & S. Q. Li, 2018 — Cina
74. Spiricoelotes Wang, 2002 — Cina, Giappone, isole Ryukyu
75. Tamgrinia Lehtinen, 1967 — Cina, India
76. Tararua Forster & Wilton, 1973 — Nuova Zelanda
77. Tegecoelotes Ovtchinnikov, 1999 — Giappone, Russia, Cina, Corea
78. Tegenaria Latreille, 1804 — pressoché cosmopolita
79. Textrix Sundevall, 1833 — Europa, Mediterraneo, Etiopia
80. Tikaderia Lehtinen, 1967 — Himalaya
81. Tonsilla Wang & Yin, 1992 — Cina
82. Tortolena Chamberlin & Ivie, 1941 — dal Messico alla Costa Rica
83. Troglocoelotes Zhao & S. Q. Li, 2019 — Cina
84. Tuapoka Forster & Wilton, 1973 — Nuova Zelanda
85. Urocoras Ovtchinnikov, 1999 — Europa centrale e orientale, Italia, Turchia
86. Vappolotes Zhao & S. Q. Li, 2019 — Cina
87. Wadotes Chamberlin, 1925 — USA, Canada

## Generi trasferiti e inglobati
1. Neoramia Forster & Wilton, 1973[2] — Nuova Zelanda
2. Orepukia Forster & Wilton, 1973[3] — Nuova Zelanda

### Genere fossile
- Inceptor Petrunkevitch, 1942, †, Paleogene